# Кастельмарте
Кастельмарте (итал. Castelmarte) — коммуна в Италии, располагается в регионе Ломбардия, в провинции Комо.
Население составляет 1247 человек (2008 г.), плотность населения составляет 1247 чел./км². Занимает площадь 1 км². Почтовый индекс — 22030. Телефонный код — 031.
Покровителем населённого пункта считается святой апостол и евангелист Иоанн Богослов, празднование в последнее воскресение августа.

## Демография
Динамика населения:

## Администрация коммуны
- Официальный сайт: http://www.comune.castelmarte.co.it/